# Amphoe Don Chan
Amphoe Don Chan (Thai: อำเภอ ดอนจาน) ist ein Landkreis (Amphoe – Verwaltungs-Distrikt) der Provinz Kalasin. Die Provinz Kalasin liegt in der Nordostregion von Thailand, dem so genannten Isan.

## Geographie
Die Nachbarbezirke sind im Uhrzeigersinn von Süden startend: die Amphoe Kamalasai, Mueang Kalasin, Na Mon und Kuchinarai in der Provinz Kalasin, sowie Amphoe Pho Chai der Provinz Roi Et.

## Geschichte
Don Chan wurde am 15. Juli 1996 zunächst als  „Zweigkreis“ (King Amphoe) eingerichtet, indem er vom Amphoe Mueang Kalasin abgetrennt wurde.
Am 15. Mai 2007 hatte die thailändische Regierung beschlossen, alle 81 King Amphoe in den einfachen Amphoe-Status zu erheben, um die Verwaltung zu vereinheitlichen.
Mit der Veröffentlichung in der Royal Gazette „Issue 124 chapter 46“ vom 24. August 2007 trat dieser Beschluss offiziell in Kraft.

## Verwaltung

### Provinzverwaltung
Der Landkreis Don Chan ist in fünf Tambon („Unterbezirke“ oder „Gemeinden“) eingeteilt, die sich weiter in 48 Muban („Dörfer“) unterteilen.
| Nr. | Name          | Thai       | Muban | Einw. |
| --- | ------------- | ---------- | ----- | ----- |
| 1.  | Don Chan      | ดอนจาน     | 09    | 7.257 |
| 2.  | Sa-at Chai Si | สะอาดไชยศรี | 08    | 3.828 |
| 3.  | Dong Phayung  | ดงพยุง      | 13    | 5.480 |
| 4.  | Muang Na      | ม่วงนา      | 09    | 4.399 |
| 5.  | Na Champa     | นาจำปา     | 09    | 4.820 |

### Lokalverwaltung
Es gibt zwei Kommunen mit „Kleinstadt“-Status (Thesaban Tambon) im Landkreis:
- Don Chan (Thai: เทศบาลตำบลดอนจาน) besteht aus dem gesamten Tambon Don Chan.
- Muang Na (Thai: เทศบาลตำบลม่วงนา) besteht aus dem gesamten Tambon Muang Na.

Außerdem gibt es drei „Tambon-Verwaltungsorganisationen“ (องค์การบริหารส่วนตำบล – Tambon Administrative Organizations, TAO):
- Sa-at Chai Si (Thai: องค์การบริหารส่วนตำบลสะอาดไชยศรี)
- Dong Phayung (Thai: องค์การบริหารส่วนตำบลดงพยุง)
- Na Champa (Thai: องค์การบริหารส่วนตำบลนาจำปา)